# 93 Minerva
Minerva (asteroide 93) é um asteroide da cintura principal com um diâmetro de 141,55 quilómetros, a 2,36477468 UA. Possui uma excentricidade de 0,14147223 e um período orbital de 1 669,75 dias (4,57 anos).
Minerva tem uma velocidade orbital média de 17,94630467 km/s e uma inclinação de 8,55669565º.
Este asteroide foi descoberto em 24 de Agosto de 1867 por James C. Watson. Seu nome vem da personagem da mitologia romana Minerva.

## Sistema de satélite
Em 16 de agosto de 2009, às 13:36 UTC, o Observatório Keck revelou que o asteroide 93 Minerva possui duas pequenas luas. Estes satélites naturais têm 4 e 3 km de diâmetro e as separações projetadas de Minerva correspondem a 630 km (8,8 x Rprimary) e 380 km (5,2 x Rprimary), respectivamente. Eles foram oficialmente nomeados de S/(93) 1 Égide e S/(93) 2 Gorgonião.